# Lunel
Pour les articles homonymes, voir Lunel (homonymie).
Lunel [ly.nɛl] (en occitan Lunèl [ly.'nɛl]) est une commune française située dans l'est du département de l'Hérault, en région Occitanie.
Exposée à un climat méditerranéen, elle est drainée par le Vidourle, le canal d'irrigation du Bas-Rhône Languedoc et par divers autres petits cours d'eau. La commune possède un patrimoine naturel remarquable : un site Natura 2000 (« le Vidourle »), un espace protégé (les « Costières de Nimes ») et trois zones naturelles d'intérêt écologique, faunistique et floristique.
Lunel est une commune urbaine qui compte 26 380 habitants en 2022, après avoir connu une forte hausse de la population depuis 1962. Elle est ville-centre de l'agglomération de Lunel et fait partie de l'aire d'attraction de Montpellier. Ses habitants sont appelés les Lunellois et Lunelloises.

## Géographie

### Localisation

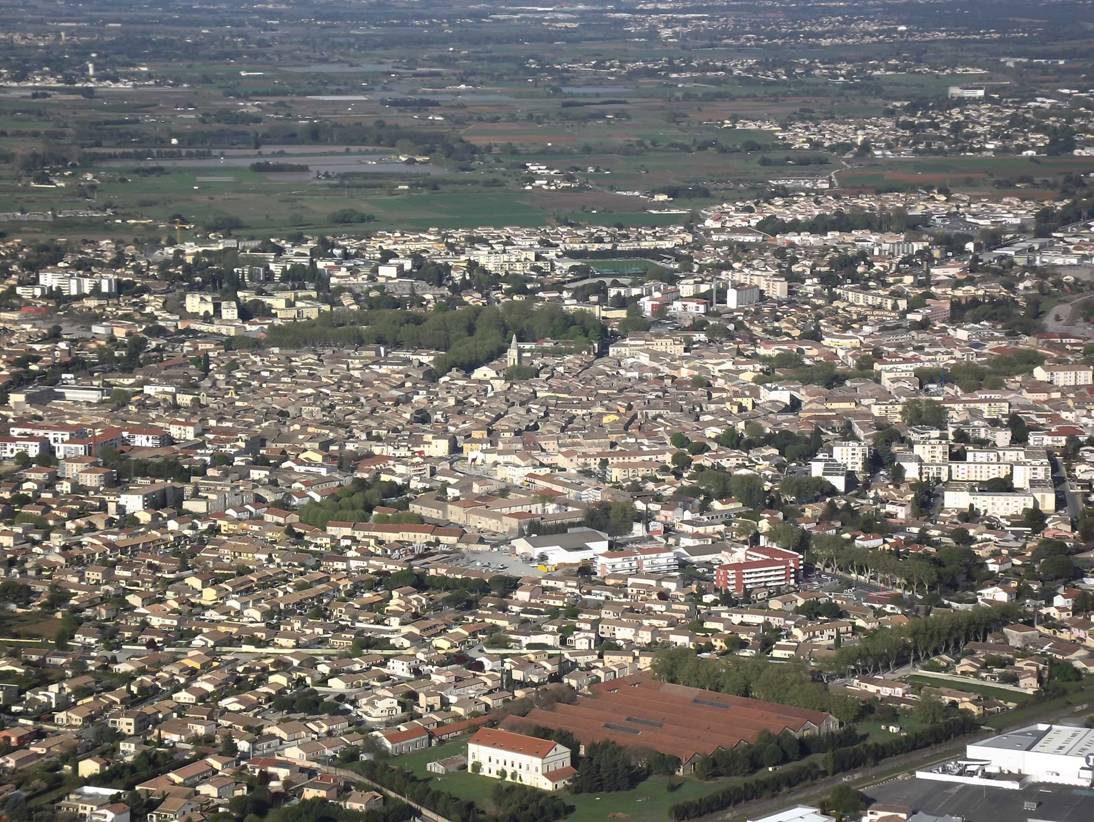
Vue aérienne.

La commune est située à 21 km à l'est de Montpellier et 28 km au sud-ouest de Nîmes (Gard), sur la voie ferrée et la route nationale RN113 reliant les deux préfectures de département.
Sur la rive droite et héraultaise du Vidourle, son territoire est principalement constitué d'une plaine alluviale entre la plaine de Mauguio et celle de Petite Camargue qui permet l'élevage des taureaux noirs et des chevaux blancs de la race Camargue des manadiers, dans les mas du Pays de Lunel. On dit à propos que Lunel est « la porte de la Petite Camargue ». La plaine littorale et les coteaux accueillent des activités viticoles, maraîchères et arboricoles, ainsi que la ville de Lunel. Le sud est de plus en plus humide en direction des communes de Marsillargues, des Cabanes de Lunel en bordure de l'étang, et de Saint-Nazaire-de-Pézan. Au nord, commencent les collines de garrigue au pied desquelles se trouve le canal d'irrigation du Bas-Rhône-Languedoc qui permit le développement de l'activité fruitière dans la partie orientale de l'Hérault.
Administrativement, la commune est limitrophe de Saturargues et Villetelle (Hérault) au nord, du fleuve Vidourle qui la sépare de Gallargues-le-Montueux et Aimargues (Gard) au nord-est, de Marsillargues à l'est et au sud, de Saint-Nazaire-de-Pézan et Saint-Just au sud-ouest, et Lunel-Viel à l'ouest. Les communes héraultaises limitrophes font partie du canton de Lunel.

### Communes limitrophes
Les communes limitrophes sont Aimargues, Gallargues-le-Montueux, Lunel-Viel, Marsillargues, Saint-Just, Saint-Nazaire-de-Pézan, Saturargues et Villetelle.
| Saturargues (5.60 / 9,87 km) Vérargues (5.32 / 7,60 km)                                         | Villetelle (6.61 / 11,01 km)      | Gallargues-le-Montueux (6.11 / 8,84 km) Aimargues (6.15 / 10,74 km)     |
| Lunel-Viel (3.61 / 3,97 km) Valergues (5.90 / 6,80 km)                                          | Lunel                             | Le Cailar (8.14 / 12,95 km)                                             |
| Lansargues (5.65 / 7,01 km) Saint-Just (2.58 / 3,20 km) Saint-Nazaire-de-Pézan (3.58 / 4,81 km) | Le Grau-du-Roi (15.40 / 21,48 km) | Marsillargues (3.72 / 5,22 km) Saint-Laurent-d'Aigouze (6.64 / 9,71 km) |

### Relief
Lunel ne subit pas de relief particulier du fait de sa proximité avec la mer Méditerranée, en effet le point culminant est de seulement 103m d'altitude, son altitude moyenne est de 18m ce qui est relativement peu élevé.

### Hydrographie
Liste des cours d'eau présents sur la commune, dont les eaux de surface sous surveillance et les cours d'eau non maintenus :
- Fleuve le Vidourle (Y34-0400)[4] ;
- Canal de Lunel (Y3345002)[4] ;
- Ruisseau du Bouzanquet[5] ;
- Ruisseau des Cabanettes (Y3341120)[4] ;
- Ruisseau de la Capoullière ;
- Ruisseau le Dardaillon (Y3340500)[4] ;
- Ruisseau le Gazon (Y3340540)[4] ;
- Ruisseau de la Laune ;
- Ruisseau Vudier.

### Climat
Pour des articles plus généraux, voir Climat de l'Occitanie et Climat de l'Hérault.
En 2010, le climat de la commune est de type climat méditerranéen franc, selon une étude s'appuyant sur une série de données couvrant la période 1971-2000. En 2020, Météo-France publie une typologie des climats de la France métropolitaine dans laquelle la commune est exposée à un climat méditerranéen et est dans la région climatique  Provence, Languedoc-Roussillon, caractérisée par une pluviométrie faible en été, un très bon ensoleillement (2 600 h/an), un été chaud (21,5 °C), un air très sec en été, sec en toutes saisons, des vents forts (fréquence de 40 à 50 % de vents > 5 m/s) et peu de brouillards.
Pour la période 1971-2000, la température annuelle moyenne est de 14,5 °C, avec une amplitude thermique annuelle de 17,1 °C. Le cumul annuel moyen de précipitations est de 667 mm, avec 6,3 jours de précipitations en janvier et 2,6 jours en juillet. Pour la période 1991-2020, la température moyenne annuelle observée sur la station météorologique la plus proche, située sur la commune de Marsillargues à 4 km à vol d'oiseau, est de 15,0 °C et le cumul annuel moyen de précipitations est de 617,6 mm,. Pour l'avenir, les paramètres climatiques de la commune estimés pour 2050 selon différents scénarios d’émission de gaz à effet de serre sont consultables sur un site dédié publié par Météo-France en novembre 2022.

### Milieux naturels et biodiversité

#### Espaces protégés
La protection réglementaire est le mode d’intervention le plus fort pour préserver des espaces naturels remarquables et leur biodiversité associée,.
Un  espace protégé est présent sur la commune : 
les « Costières de Nimes », un terrain acquis (ou assimilé) par un conservatoire d'espaces naturels, d'une superficie de 2 027 ha.

#### Réseau Natura 2000

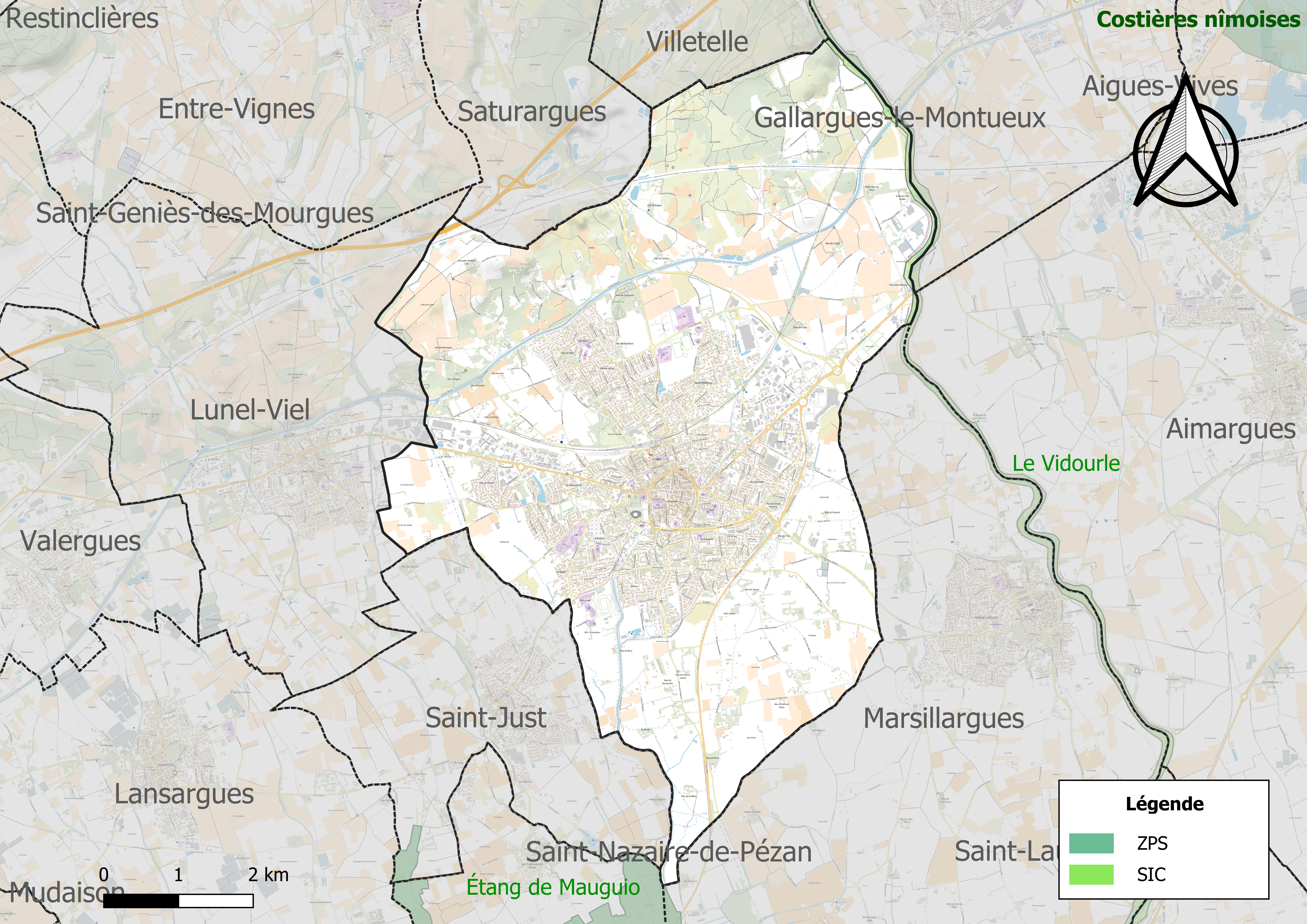
Site Natura 2000 sur le territoire communal.

Le réseau Natura 2000 est un réseau écologique européen de sites naturels d'intérêt écologique élaboré à partir des directives habitats et oiseaux, constitué de zones spéciales de conservation (ZSC) et de zones de protection spéciale (ZPS).
Un site Natura 2000 a été défini sur la commune au titre de la directive habitats : « le Vidourle », d'une superficie de 209 ha, présentant un intérêt biologique tout particulier au regard de l'existence d'espèces aquatiques et palustres remarquables et singulières par rapport à d'autres cours d'eau de la région. Le Gomphe de Graslin, libellule d'intérêt communautaire, justifie notamment l'inscription du Vidourle au réseau Natura 2000.

#### Zones naturelles d'intérêt écologique, faunistique et floristique
L’inventaire des zones naturelles d'intérêt écologique, faunistique et floristique (ZNIEFF) a pour objectif de réaliser une couverture des zones les plus intéressantes sur le plan écologique, essentiellement dans la perspective d’améliorer la connaissance du patrimoine naturel national et de fournir aux différents décideurs un outil d’aide à la prise en compte de l’environnement dans l’aménagement du territoire.
Deux ZNIEFF de type 1 sont recensées sur la commune :
le « cours du Vidourle de Salinelles à Gallargues » (153 ha), couvrant 10 communes dont six dans le Gard et quatre dans l'Hérault et 
les « garrigues d'Ambrussum » (369 ha), couvrant 3 communes du département
et une ZNIEFF de type 2, : 
la « vallée du Vidourle de Sauve aux étangs » (691 ha), couvrant 21 communes dont 16 dans le Gard et cinq dans l'Hérault.

Carte des ZNIEFF de type 1 et 2 à Lunel.
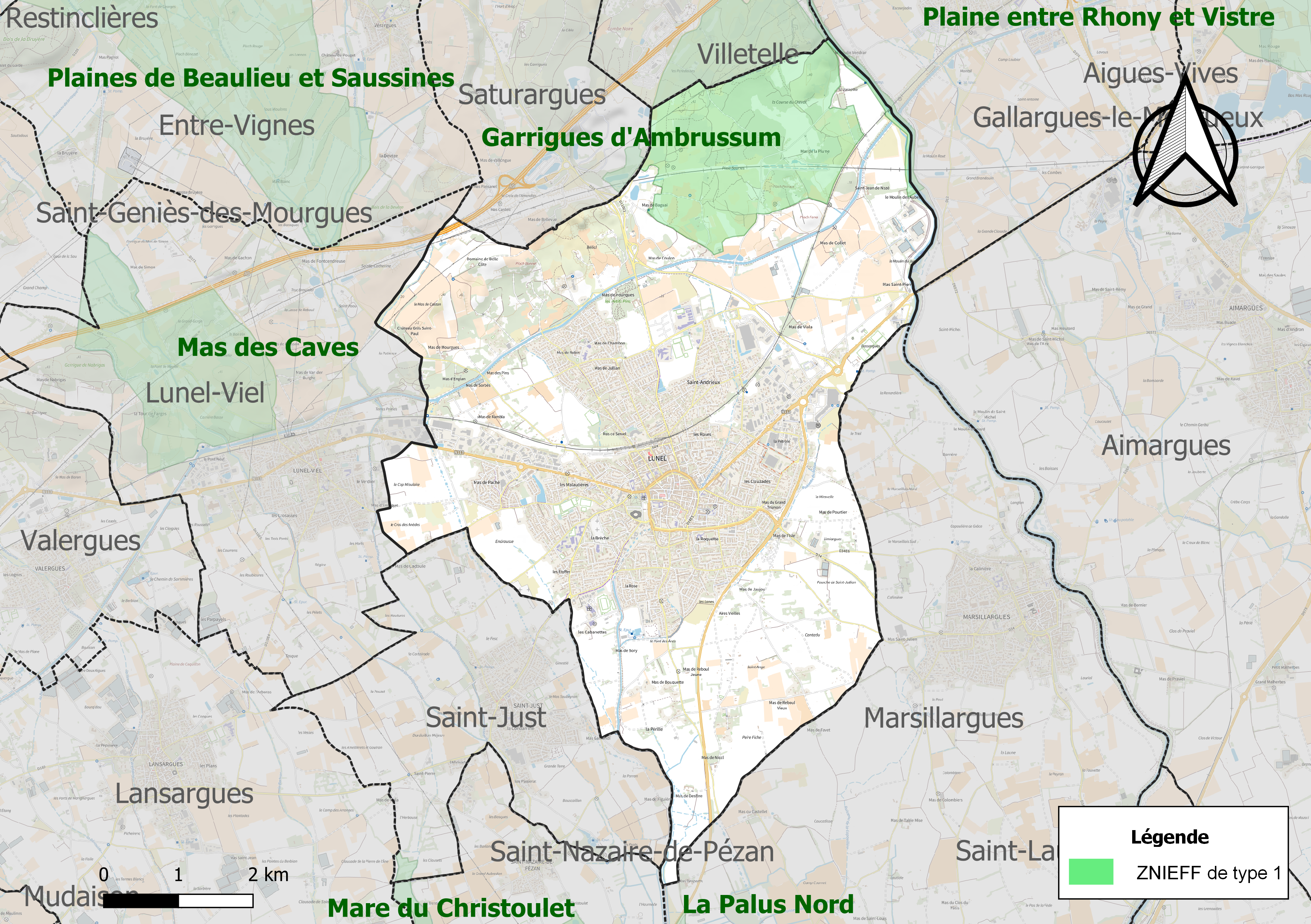
Carte des ZNIEFF de type 1 sur la commune.
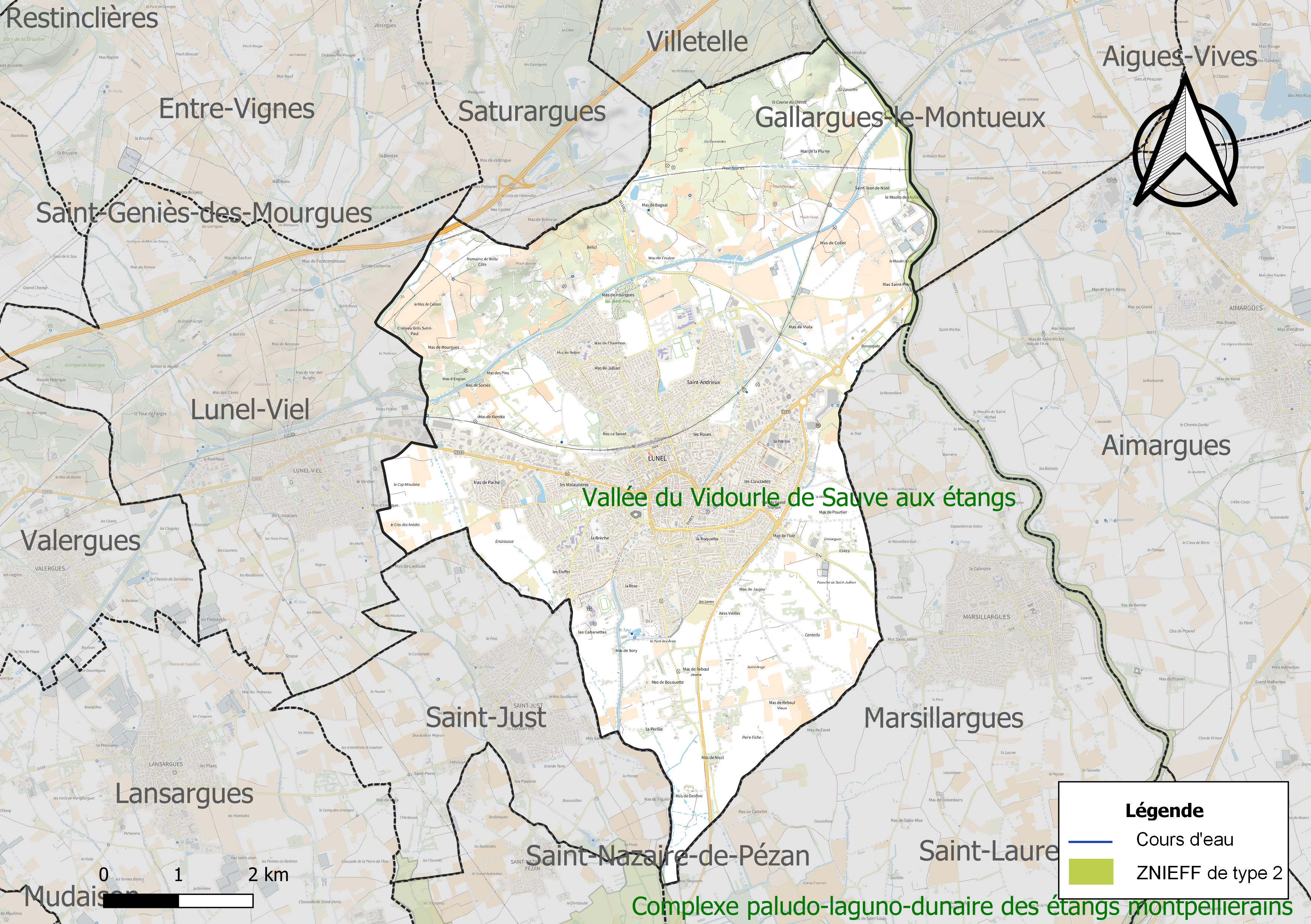
Carte de la ZNIEFF de type 2 sur la commune.

## Urbanisme

### Typologie
Au 1er janvier 2024, Lunel est catégorisée centre urbain intermédiaire, selon la nouvelle grille communale de densité à sept niveaux définie par l'Insee en 2022.
Elle appartient à l'unité urbaine de Lunel, une agglomération inter-départementale regroupant neuf  communes, dont elle est ville-centre,,. Par ailleurs la commune fait partie de l'aire d'attraction de Montpellier, dont elle est une commune de la couronne,. Cette aire, qui regroupe 161 communes, est catégorisée dans les aires de 700 000 habitants ou plus (hors Paris),.

### Occupation des sols

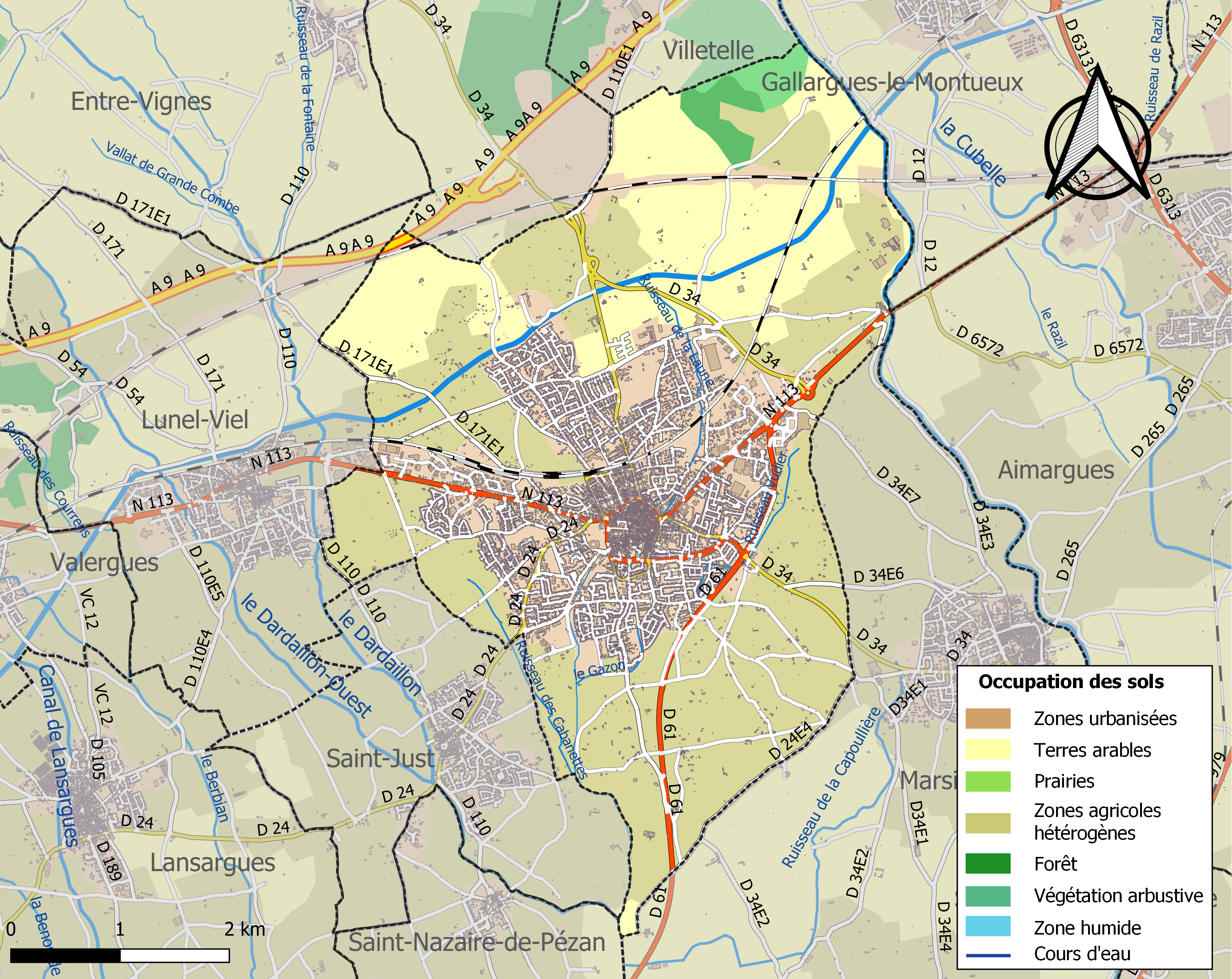
Carte des infrastructures et de l'occupation des sols de la commune en 2018 (CLC).

L'occupation des sols de la commune, telle qu'elle ressort de la base de données européenne d’occupation biophysique des sols Corine Land Cover (CLC), est marquée par l'importance des territoires agricoles (65,7 % en 2018), en diminution par rapport à 1990 (72,8 %). La répartition détaillée en 2018 est la suivante : 
zones agricoles hétérogènes (44,7 %), zones urbanisées (26 %), cultures permanentes (19,5 %), zones industrielles ou commerciales et réseaux de communication (5,9 %), terres arables (1,5 %), forêts (1,3 %), milieux à végétation arbustive et/ou herbacée (1 %), mines, décharges et chantiers (0,1 %). L'évolution de l’occupation des sols de la commune et de ses infrastructures peut être observée sur les différentes représentations cartographiques du territoire : la carte de Cassini (XVIIIe siècle), la carte d'état-major (1820-1866) et les cartes ou photos aériennes de l'IGN pour la période actuelle (1950 à aujourd'hui).

### Risques majeurs
Le territoire de la commune de Lunel est vulnérable à différents aléas naturels : météorologiques (tempête, orage, neige, grand froid, canicule ou sécheresse), inondations, feux de forêts et séisme (sismicité faible). Il est également exposé à un risque technologique,  le transport de matières dangereuses. Un site publié par le BRGM permet d'évaluer simplement et rapidement les risques d'un bien localisé soit par son adresse soit par le numéro de sa parcelle.

#### Risques naturels
La commune fait partie du territoire à risques importants d'inondation (TRI) de Montpellier-Lunel-Maugio-Palavas, regroupant 49 communes du bassin de vie de Montpellier et s'étendant sur les départements de  l'Hérault et du Gard, un des 31 TRI qui ont été arrêtés fin 2012 sur le bassin Rhône-Méditerranée, retenu au regard des risques de submersions marines et de débordements du Vistre, du Vidourle, du Lez et de la Mosson. Parmi les événements significatifs antérieurs à 2019 qui ont touché le territoire, peuvent être citées les crues de septembre 2002 et de septembre 2003 (Vidourle) et les tempêtes de novembre 1982 et décembre 1997 qui ont touché le littoral. Des cartes des surfaces inondables ont été établies pour trois scénarios : fréquent (crue de temps de retour de 10 ans à 30 ans), moyen (temps de retour de 100 ans à 300 ans) et extrême (temps de retour de l'ordre de 1 000 ans, qui met en défaut tout système de protection). La commune a été reconnue en état de catastrophe naturelle au titre des dommages causés par les inondations et coulées de boue survenues en 1982, 1991, 1992, 1994, 1995, 2002, 2003, 2005, 2014 et 2021,.
Lunel est exposée au risque de feu de forêt. Un plan départemental de protection des forêts contre les incendies (PDPFCI) a été approuvé en juin 2013 et court jusqu'en 2022, où il doit être renouvelé. Les mesures individuelles de prévention contre les incendies sont précisées par deux arrêtés préfectoraux et s’appliquent dans les zones exposées aux incendies de forêt et à moins de 200 mètres de celles-ci. L’arrêté du 25 avril 2002 réglemente l'emploi du feu en interdisant notamment d’apporter du feu, de fumer et de jeter des mégots de cigarette dans les espaces sensibles et sur les voies qui les traversent sous peine de sanctions. L'arrêté du 11 mars 2013 rend le débroussaillement obligatoire, incombant au propriétaire ou ayant droit,.

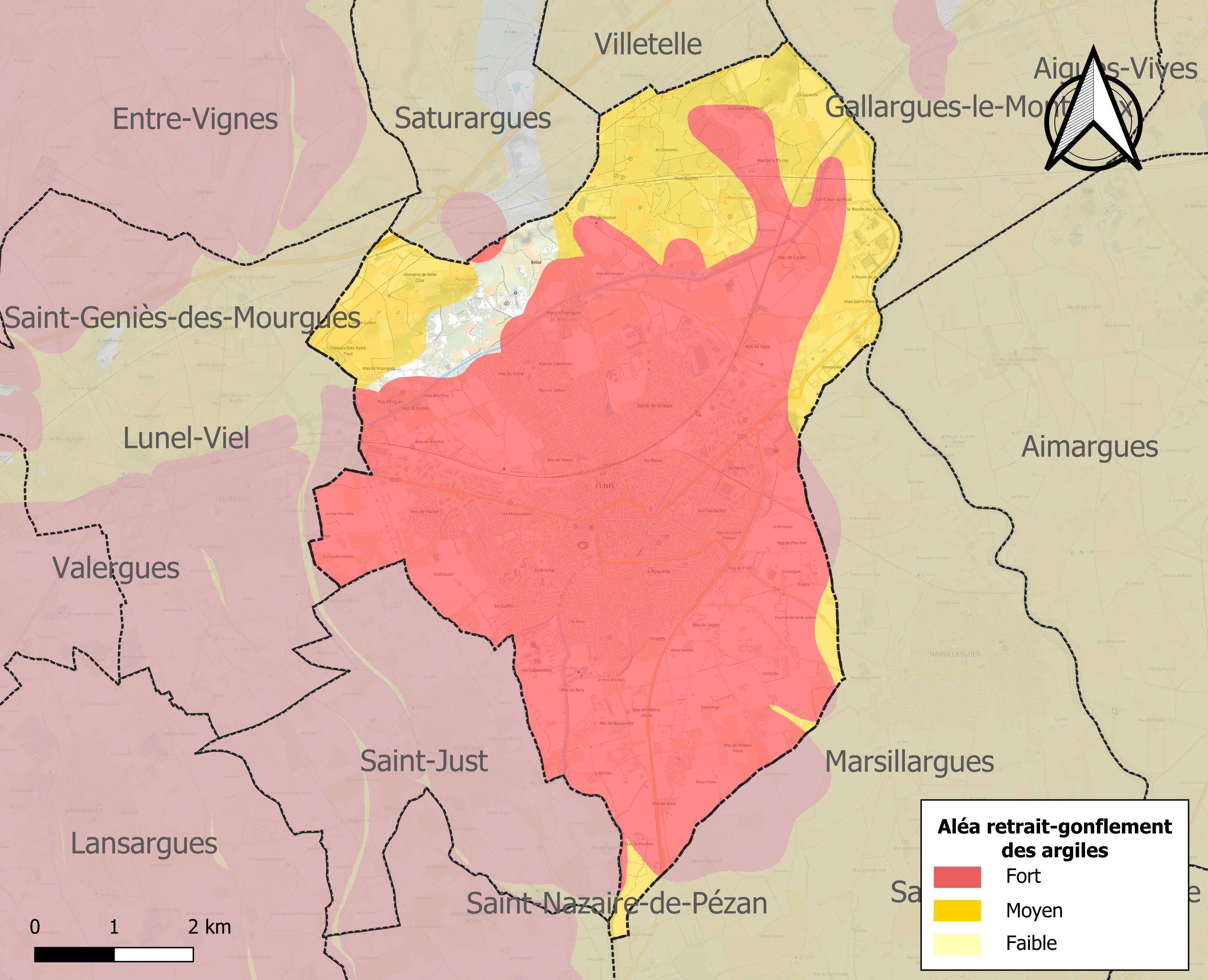
Carte des zones d'aléa retrait-gonflement des sols argileux de Lunel.

Le retrait-gonflement des sols argileux est susceptible d'engendrer des dommages importants aux bâtiments en cas d’alternance de périodes de sécheresse et de pluie. 96,4 % de la superficie communale est en aléa moyen ou fort (59,3 % au niveau départemental et 48,5 % au niveau national). Sur les 6 967 bâtiments dénombrés sur la commune en 2019, 6 934 sont en aléa moyen ou fort, soit 100 %, à comparer aux 85 % au niveau départemental et 54 % au niveau national. Une cartographie de l'exposition du territoire national au retrait gonflement des sols argileux est disponible sur le site du BRGM,.
Par ailleurs, afin de mieux appréhender le risque d’affaissement de terrain, l'inventaire national des cavités souterraines permet de localiser celles situées sur la commune.

#### Risques technologiques
Le risque de transport de matières dangereuses sur la commune est lié à sa traversée par des infrastructures routières ou ferroviaires importantes ou la présence d'une canalisation de transport d'hydrocarbures. Un accident se produisant sur de telles infrastructures est susceptible d’avoir des effets graves sur les biens, les personnes ou l'environnement, selon la nature du matériau transporté. Des dispositions d’urbanisme peuvent être préconisées en conséquence.

## Histoire

### Antiquité
En 115 av. J.-C., la plaine marécageuse de Lunel devient territoire romain sous le consulat de Quintus Fabius Maximus. Il est difficile de dater avec précision la naissance de Lunel. Vers 68, sous l'empereur Vespasien vainqueur de la ville, arrivée probable d'un groupe de Juifs originaires de Jéricho (de Luna qui, en hébreu, signifierait Nouvelle Jéricho). 
En 2001, 2003 et 2006, des fouilles archéologiques ont permis de découvrir un établissement agricole gallo-romain au Mas de Fourques, très probablement à l'origine une villa, si l'on considère la proximité de la via Domitia et du site romain d'Ambrussum. La fouille a en outre révélé l’existence d’un four de potier du début du IIe siècle avant notre ère.
En 589, l'évêque Sidoine Apollinaire est le premier à parler, dans le IVe canon du concile de Narbonne, de « l'antique usage » de l'ensevelissement des Juifs de Lunel.

### Moyen Âge

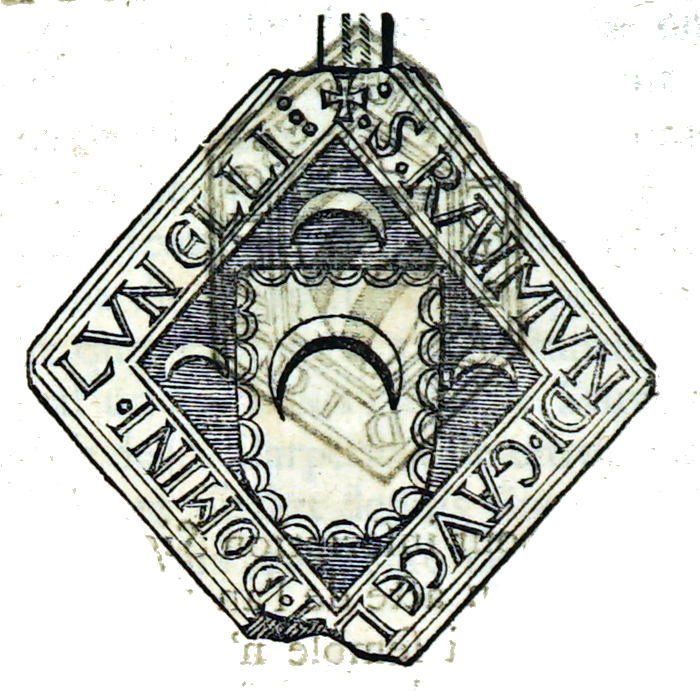
Sceau de Raymond Gaucelin de Lunel, 1242, publié par Tassin, bibliothèque Carnegie (Reims).

Au Moyen Âge, Lunel dépend de l'évêché de Maguelone.
En 888, sous le règne du roi franc Eudes à l'origine des seigneuries sur le modèle des sénioriats, premières organisations municipales instituées par les Romains, Lunel est érigée en baronnie regroupant treize villages. Au seuil de l'an 1000, elle appartient à Bernard d'Anduze, baron de Sauve, qui cède la seigneurie à la famille des Gaucelm d'où est issu saint Gérard, natif de Lunel qui ira vivre en ermite au pont du Gard.

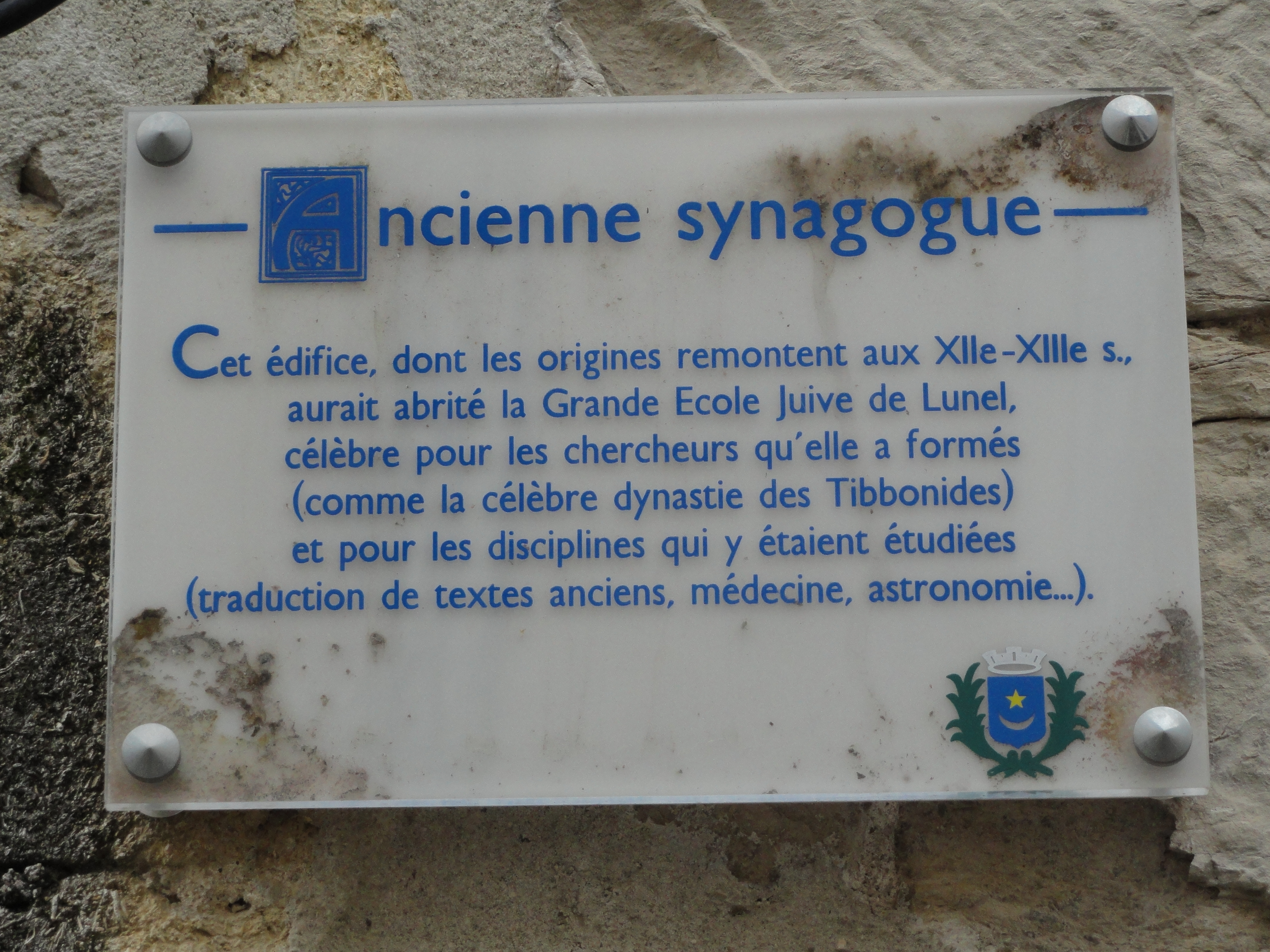
Plaque commémorative de la synagogue médiévale de Lunel, dont il ne reste qu'un mur.

Au Moyen Âge, Lunel est un important centre philosophique juif : elle est surnommée « la petite Jérusalem médiévale ». Son école de médecine, qui est aussi très réputée, serait à l'origine de la Faculté de médecine de Montpellier et de son jardin botanique utile à la pharmacopée médiévale. On situe le quartier juif à la périphérie de l'actuel hôtel de Bernis, près des anciens remparts. Il reste une trace attestée de la présence juive, dans le centre historique de la ville sur une borne totem érigée en 2007. En section D du cadastre, on trouve le cimetière juif ; des familles porteront le patronyme de Lunel après leur bannissement, pour le sud du royaume, par lettres patentes de Philippe Le Bel, en 1319.

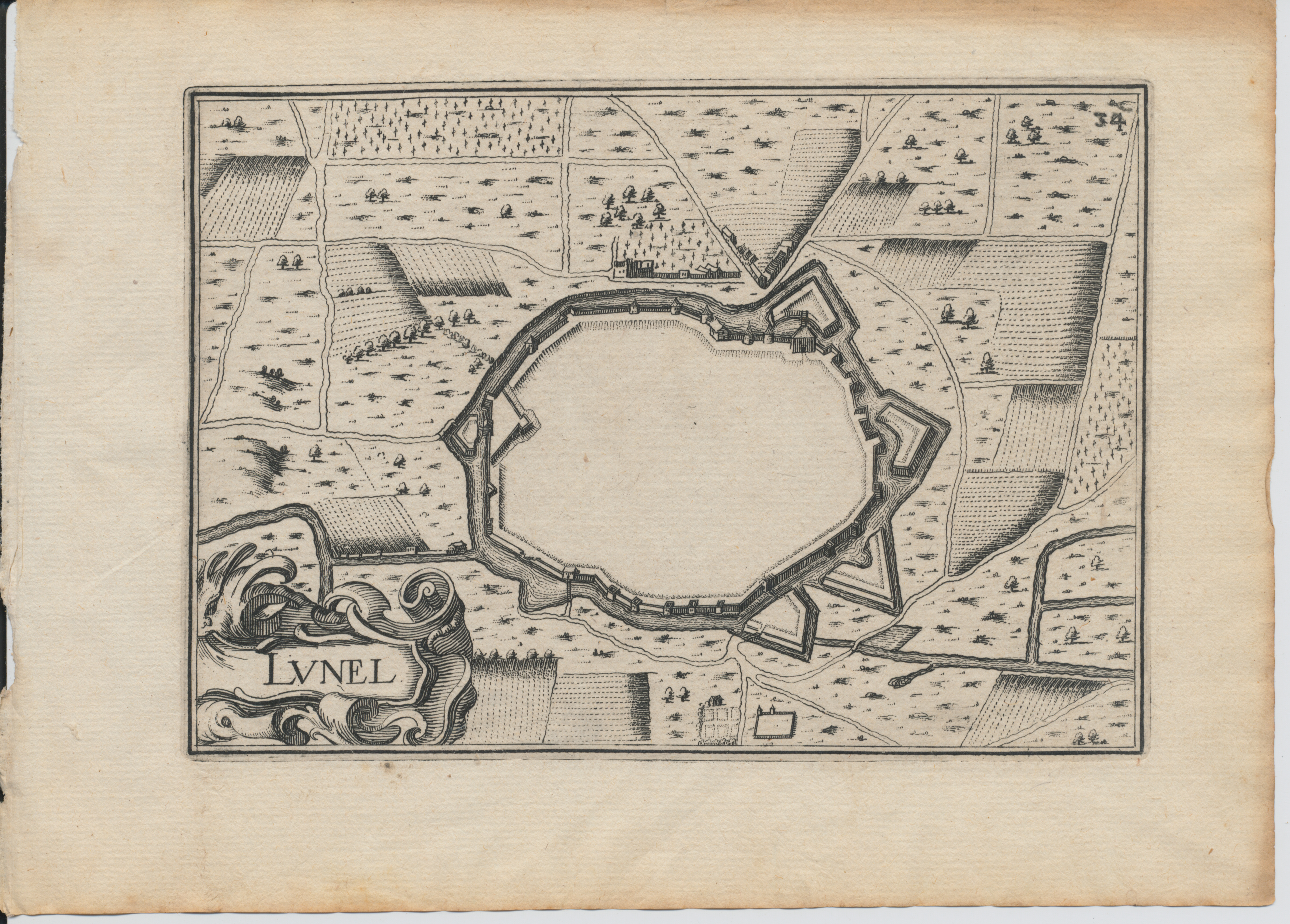
Vue de Lunel. Gravure par Tassin, 1634.

Un sceau de Louis XI atteste le privilège royal accordé à Lunel de faire le commerce du sel.
En 1622, Lunel, qui est protestante, est assiégée par l’armée royale. En 1632, à la suite de la paix d'Alès, les fortifications sont démantelées.

### XVIIIeetXIXesiècles
Abandonnée depuis deux siècles, l'église de Dassargues est démolie en 1714. En 1728, s'achèvent les travaux d'un canal et d'un port reliant Lunel à la côte. Cet ouvrage est utilisé pendant près de deux siècles pour le transport du vin et du sel, en particulier. Il est en partie comblé dans un souci prophylactique, partiellement en 1941, puis tout à fait en 1972, victime notamment de la concurrence des transports ferroviaires et routiers.
Sous la Révolution française, Lunel est un centre d'échanges et de communication très important, le deuxième en importance après Montpellier. Son relais de poste, tenu par une veuve, Élisabeth Garnier, ouvert en permanence, nuit et jour, toute l'année, compte vingt-deux chevaux. Quant aux voyageurs transportés par les messageries, ils se restaurent à l'« auberge du pont de Lunel », tenue par l'oncle paternel de Louis Médard, où ont fait étape, en période pré-révolutionnaire, John Locke ou Jean-Jacques Rousseau. Les citoyens de la commune se réunissent au sein de la société révolutionnaire, baptisée « société populaire » en l’an II.
La ville est aussi le lieu de violents affrontements entre compagnons. En 1816, les tailleurs de pierre « enfants de Salomon » s'affrontant contre les tailleurs de « maître Jacques ».

### Occupation
Pendant l'Occupation nazie, en dépit des restrictions subies par la population, des Juifs et des gitans sont cachés à Lunel dont Manitas de Plata. Les Juifs de Montpellier et de Lunel qui sont arrêtés et déportés à Auschwitz sont, à leur arrivée, contraints à une marche de la mort, dépouillés, puis gazés et incinérés à la Ferme rouge (Bunker I),.

### Époque contemporaine
Depuis 1962 et l'arrivée de vagues migratoires d'Afrique du Nord, la population de Lunel a triplé. Cela s'est accompagné d'une reconfiguration de la répartition de la population dans l'espace urbain avec un départ à la périphérie des classes aisées et un délabrement progressif du centre-ville. Le démographe Hervé Le Bras relève en cela que « la désertification du centre-ville de Lunel est très caractéristique de ce qui se passe dans l'ensemble du sud de la France. Dans un premier temps, le centre se vide de ses commerces, qui ferment ou sont repris par des affaires plus précaires. Progressivement, les migrants se l'approprient. C'est typique des petites villes. Ça n'arrive jamais dans les métropoles ». Il laisse en suspens la question de savoir « si le centre se vide à cause de l'arrivée de migrants, ou bien les migrants s'installent parce que le centre s'est vidé et leur a laissé la place », notant que dans de nombreuses villes suivant le même schéma, le développement de supermarchés en périphérie a fait fermer les commerces de proximité, faisant perdre aux gens les repères de la vie de village, cela expliquant en partie la montée du Front national depuis les années 1980 dans la région (lors des élections municipales de 2014, le FN se classait deuxième).
Depuis la fin des années 1990, la ville est évoquée dans la presse pour illustrer le développement de l'islamisme radical en France, avec la filière de Lunel. En 2014-2015, le nom de Lunel est en effet à plusieurs reprises mentionné dans les médias nationaux et internationaux à la suite du départ, « dans une ville où vit une importante population d’origine maghrébine », de plusieurs de ses habitants pour participer à la guerre civile en Syrie, dans les rangs des djihadistes de l'État islamique,,,.

### Légendes
L'anguille aimant chasser dans l'obscurité des nuits sans lune, les pêcheurs ne la pêchent que lors des nuits les plus sombres. Comme l'astre nocturne se faisait de plus en plus discret on en déduisit que les gens des marais l'avaient tout simplement pêchée. Ainsi naquit la légende des pêcheurs de lune, ce qui en occitan donne les « Pescalunes ». 
Autre version : Ninon et Albin s'aimaient malgré le désaccord de leurs parents ; le couple raconta qu'il avait vu la lune. Au milieu de l'eau lors de leur promenade, on confectionna une canne à pêcher qui comportait un grand panier d'osier, mais la Lune ne put être récupérée. Alors le rabbin (donc histoire juive ?) touché par Albin lui donna la solution pour ramener la lune au-dessus de Lunel, Ninon devait devenir sa fiancée.

## Politique et administration

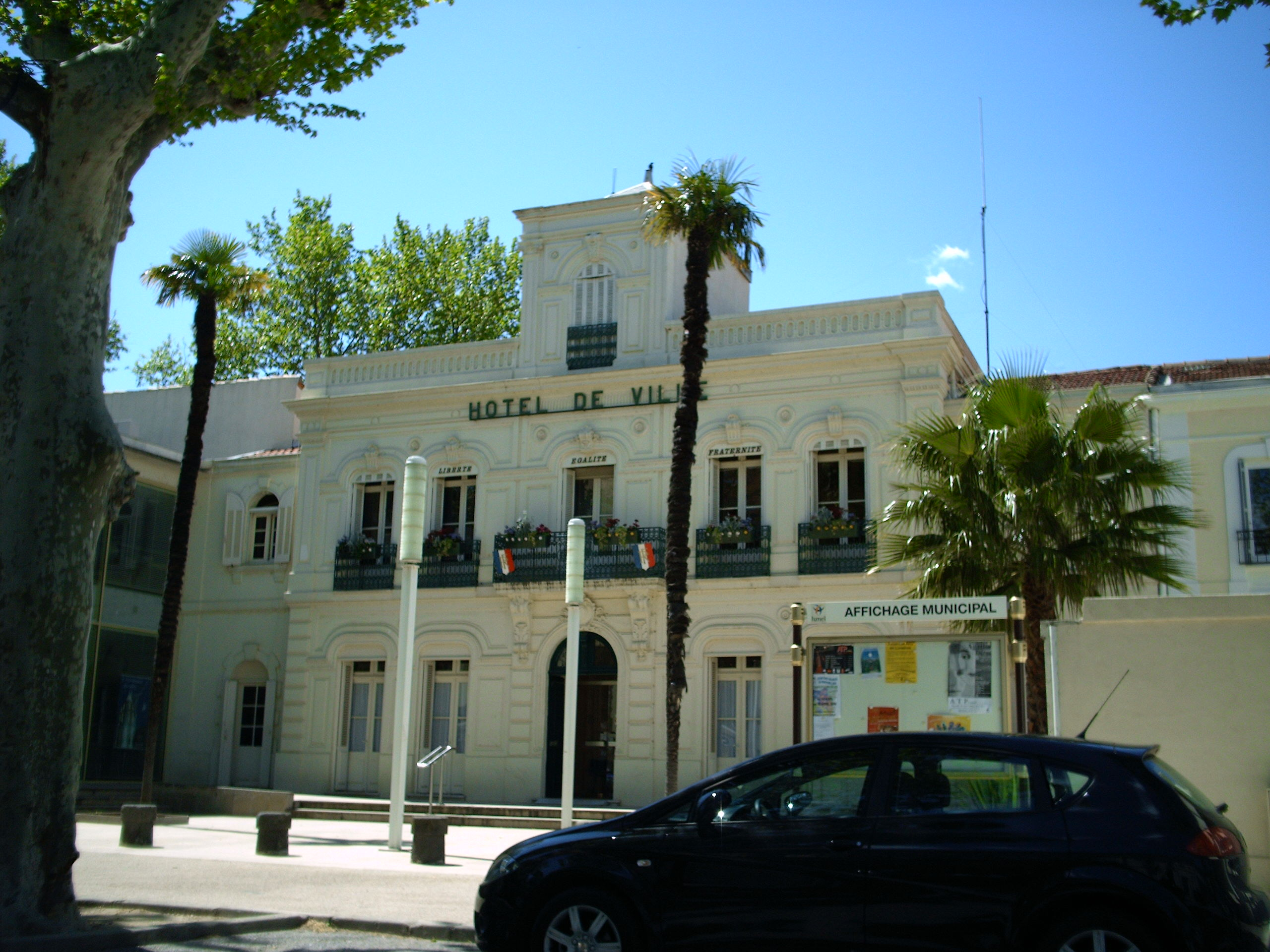
L'hôtel de ville.

### Tendances politiques et résultats
Les résultats du second tour de l'élection présidentielle à Lunel : Emmanuel Macron (En Marche!) est en tête des suffrages avec 54,22 % des voix. Marine Le Pen (Front national) arrive en seconde position, comptant 45,78 % des voix.
Sur l'ensemble des votants, 5,46 % ont voté blanc et 3 % ont voté nul.

### Liste des maires
| Période        | Période                      | Identité          | Étiquette | Qualité                                                                            |
| -------------- | ---------------------------- | ----------------- | --------- | ---------------------------------------------------------------------------------- |
| 9 juillet 2025 | En cours (au 9 juillet 2025) | Paulette Gougeon, | DVD       | Conseillère départementale pour le canton de Lunel élue depuis le 1er juillet 2021 |

## Population et société

### Démographie
L'évolution du nombre d'habitants est connue à travers les recensements de la population effectués dans la commune depuis 1793. Pour les communes de plus de 10 000 habitants les recensements ont lieu chaque année à la suite d'une enquête par sondage auprès d'un échantillon d'adresses représentant 8 % de leurs logements, contrairement aux autres communes qui ont un recensement réel tous les cinq ans,.

En 2022, la commune comptait 26 380 habitants, en évolution de +1,45 % par rapport à 2016 (Hérault : +7,49 %, France hors Mayotte : +2,11 %).
| 1793  | 1800  | 1806  | 1821  | 1831  | 1836  | 1841  | 1846  | 1851  |
| ----- | ----- | ----- | ----- | ----- | ----- | ----- | ----- | ----- |
| 4 170 | 4 227 | 4 196 | 5 554 | 6 260 | 6 320 | 6 385 | 6 639 | 6 392 |

| 1856  | 1861  | 1866  | 1872  | 1876  | 1881  | 1886  | 1891  | 1896  |
| ----- | ----- | ----- | ----- | ----- | ----- | ----- | ----- | ----- |
| 6 712 | 6 737 | 6 989 | 7 281 | 8 315 | 6 487 | 6 667 | 6 793 | 7 203 |

| 1901  | 1906  | 1911  | 1921  | 1926  | 1931  | 1936  | 1946  | 1954  |
| ----- | ----- | ----- | ----- | ----- | ----- | ----- | ----- | ----- |
| 7 532 | 7 489 | 7 730 | 7 539 | 8 268 | 8 435 | 7 665 | 7 775 | 7 758 |

| 1962  | 1968   | 1975   | 1982   | 1990   | 1999   | 2006   | 2011   | 2016   |
| ----- | ------ | ------ | ------ | ------ | ------ | ------ | ------ | ------ |
| 8 872 | 10 735 | 13 452 | 15 648 | 18 404 | 22 352 | 23 914 | 25 565 | 26 002 |

| 2021   | 2022   | - | - | - | - | - | - | - |
| ------ | ------ | - | - | - | - | - | - | - |
| 26 185 | 26 380 | - | - | - | - | - | - | - |

Selon l'Insee, la population compte 3 338 immigrés en 2009 soit un peu plus de 13 % de sa population.

### Données fiscales
Le niveau de vie médian annuel des Lunellois s'élève à 15 482 €[Quand ?]. Celui-ci est plus bas que le revenu médian du pays.
25,1 % des Lunellois sont en dessous du seuil de pauvreté (estimé à 13,9 % pour l'Hexagone)[Quand ?].
La localité compte 56,6 % de foyers fiscaux non imposables.[Quand ?]

### Sécurité
L'ensemble de la commune de Lunel est classée depuis 2012 en zone de sécurité prioritaire, avec renforcement des effectifs de la gendarmerie nationale.

### Centrale solaire photovoltaïque
En septembre 2008, la première centrale photovoltaïque au sol française a été mise en service à Lunel par le groupe Valeco,. Sur 1,5 hectare, les 6 500 modules d'une puissance électrique totale de 505 kWc, devraient fournir chaque année 605 900 kWh. L'intégralité de la production sera injectée dans le réseau de distribution nationale, sur la ligne à haute tension de 20 000 volts souterraine qui borde le site,. Les panneaux sont fournis par First Solar et le terrain est désherbé par des moutons.

### Gastronomie
Le muscat et la gardianne sont les deux spécialités gastronomiques emblématiques de Lunel,.

### Sports
- Le Lunel Athlétisme[63] évolue en Nationale 2 et compte plus de 300 athlètes dont une championne du monde (Anne-Cécile Fontaine), et a pu compter dans ses rangs des athlètes de renommée internationale (Nadir El Fassi, Zoubaa Khalid, David Laget et bien d'autres) ;
- Le tennis club de Lunel est en national 3 ;
- Le Cercle des nageurs de Lunel de la Fédération française de natation prépare des compétitions au niveau départemental et régional dans la piscine Aqualuna jusqu'en 2023, date de sa fermeture définitive[64]  ;
- C'est à Lunel qu'a été créé en 1860 le premier club de balle au tambourin, sport dérivé du jeu de paume ;
- Le Rugby olympique lunellois est pensionnaire de troisième division fédérale ;
- Le Handball club Lunel-Marsillargues[65] évolue en pré-national pour les filles et en départemental pour les garçons ;
- Le Lunel Tennis de Table (Lunel T.T.), créé en 1978, évolue chaque année avec 2 équipes en régional (R2 et R4) et plusieurs équipes en départemental (pré-régionale à D4). Le club rassemble chaque année de nouveaux joueurs et joueuses, loisirs et compétition, de 5 à 80 ans et compte 120 licenciés lors de la saison 2024-2025. Plusieurs compétiteurs et compétitrices évoluent en individuel dans les échelons départementaux, régionaux et nationaux[66].
- Le Gallia Club, équipe de football évoluant en R1 actuellement existe depuis 1916. Le Gallia a évolué en championnat national dans les années 2000. Club formateur de Christian Coste, Kader Ferhaoui, Laurent Castro, Manuel Amoros, Philippe Sirvent, Elyes Skhiri, Bernard Blaquart, George Peroyche, il compte actuellement plus de 500 licenciés filles et garçons.
- Chaque année se déroule à Lunel et dans ses environs une course cyclotouriste parrainée par Luc Leblanc, La Cigale Luc Leblanc ;
- La « saison taurine » annonce le programme, au printemps et en été, des courses camarguaises où les hommes affrontent les taureaux, des spectacles taurins et des corridas dans les arènes San Juan, situées près du Pavillon qui était à l'origine la chapelle Saint-Antoine, au temps du port de Lunel. Le nouvel espace des arènes est inauguré le 29 septembre 2018 ;
- La ville est membre du l'Union des villes taurines françaises ;
- Les « Black Lions Football Américain » de Lunel[67] ;
- Le club « Escrime Pays de Lunel » a ouvert ses portes en septembre 2017[68],[69];
- La piscine Aqualuna ferme définitivement le 24 mars 2023, après une ouverture en 1989 et 34 ans d'exploitation[70],[64]. Elle est intégralement déconstruite durant 5 mois, entre septembre 2024 et février 2025. Un projet de centre aquatique sur le même lieu est en cours et devrait ouvrir en 2026[71].

## Économie

### Revenus
En 2018, la commune compte 11 158 ménages fiscaux, regroupant 26 593 personnes. La médiane du revenu disponible par unité de consommation est de 18 150 € (20 330 € dans le département). 38 % des ménages fiscaux sont imposés (45,8 % dans le département).

### Emploi
|                | 2008   | 2013   | 2018   |
| -------------- | ------ | ------ | ------ |
| Commune        | 13,2 % | 13,7 % | 13,8 % |
| Département    | 10,1 % | 11,9 % | 12 %   |
| France entière | 8,3 %  | 10 %   | 10 %   |

En 2018, la population âgée de 15 à 64 ans s'élève à 15 745 personnes, parmi lesquelles on compte 69,8 % d'actifs (56 % ayant un emploi et 13,8 % de chômeurs) et 30,2 % d'inactifs,. Depuis 2008, le taux de chômage communal (au sens du recensement) des 15-64 ans est supérieur à celui de la France et du département.
La commune fait partie de la couronne de l'aire d'attraction de Montpellier, du fait qu'au moins 15 % des actifs travaillent dans le pôle,. Elle compte 8 619 emplois en 2018, contre 8 237 en 2013 et 7 876 en 2008. Le nombre d'actifs ayant un emploi résidant dans la commune est de 8 960, soit un indicateur de concentration d'emploi de 96,2 % et un taux d'activité parmi les 15 ans ou plus de 52,7 %.
Sur ces 8 960 actifs de 15 ans ou plus ayant un emploi, 3 458 travaillent dans la commune, soit 39 % des habitants. Pour se rendre au travail, 79,9 % des habitants utilisent un véhicule personnel ou de fonction à quatre roues, 6,4 % les transports en commun, 10,3 % s'y rendent en deux-roues, à vélo ou à pied et 3,5 % n'ont pas besoin de transport (travail au domicile).

### Activités hors agriculture

#### Secteurs d'activités
3 102 établissements sont implantés  à Lunel au 31 décembre 2019. Le tableau ci-dessous en détaille le nombre par secteur d'activité et compare les ratios avec ceux du département,.
| Secteur d'activité                                                                                        | Commune | Commune | Département |
| Secteur d'activité                                                                                        | Nombre  | %       | %           |
| --- | ------- | ------- | ----------- |
| Ensemble                                                                                                  | 3 102   | 100 %   | (100 %)     |
| Industrie manufacturière, industries extractives et autres                                                | 166     | 5,4 %   | (6,7 %)     |
| Construction                                                                                              | 566     | 18,2 %  | (14,1 %)    |
| Commerce de gros et de détail, transports, hébergement et restauration                                    | 939     | 30,3 %  | (28 %)      |
| Information et communication                                                                              | 76      | 2,5 %   | (3,3 %)     |
| Activités financières et d'assurance                                                                      | 104     | 3,4 %   | (3,2 %)     |
| Activités immobilières                                                                                    | 122     | 3,9 %   | (5,3 %)     |
| Activités spécialisées, scientifiques et techniques et activités de services administratifs et de soutien | 465     | 15 %    | (17,1 %)    |
| Administration publique, enseignement, santé humaine et action sociale                                    | 420     | 13,5 %  | (14,2 %)    |
| Autres activités de services                                                                              | 244     | 7,9 %   | (8,1 %)     |

Le secteur du commerce de gros et de détail, des transports, de l'hébergement et de la restauration est prépondérant sur la commune puisqu'il représente 30,3 % du nombre total d'établissements de la commune (939 sur les 3102 entreprises implantées  à Lunel), contre 28 % au niveau départemental.

#### Entreprises et commerces
La commune de Lunel rassemble 7 zones d’activités artisanales et commerciales regroupant 450 entreprises sur un territoire de 53 hectares. Une nouvelle impulsion vient d'être confirmée par le bureau de la Communauté de Communes.
Les cinq entreprises ayant leur siège social sur le territoire communal qui génèrent le plus de chiffre d'affaires en 2020 sont : 
- Arpel, hypermarchés (46 298 k€)
- Preal, hypermarchés (22 128 k€)
- Languedoc Roussillon Materiaux - LRM, exploitation de gravières et sablières, extraction d'argiles et de kaolin (16 056 k€)
- Alliance Environnement Exploitation, collecte et traitement des eaux usées (15 474 k€)
- Berto Languedoc Roussillon SAS, location de camions avec chauffeur (13 966 k€)

### Agriculture
La commune est dans la « Plaine viticole », une petite région agricole occupant la bande côtière du département de l'Hérault. En 2020, l'orientation technico-économique de l'agriculture  sur la commune est la polyculture et/ou le polyélevage.
|               | 1988  | 2000  | 2010 | 2020 |
| ------------- | ----- | ----- | ---- | ---- |
| Exploitations | 171   | 101   | 66   | 35   |
| SAU (ha)      | 1 245 | 1 000 | 820  | 582  |

Le nombre d'exploitations agricoles en activité et ayant leur siège dans la commune est passé de 171 lors du recensement agricole de 1988  à 101 en 2000 puis à 66 en 2010 et enfin à 35 en 2020, soit une baisse de 80 % en 32 ans. Le même mouvement est observé à l'échelle du département qui a perdu pendant cette période 67 % de ses exploitations,. 
La surface agricole utilisée sur la commune a également diminué, passant de 1245 ha en 1988 à 582 ha en 2020. Parallèlement, la surface agricole utilisée moyenne par exploitation a augmenté, passant de 7 à 17 ha.

## Culture locale et patrimoine
Une société d'histoire locale, l'Association pour la maintenance du patrimoine lunellois, existe depuis 1990.

### Lieux et monuments
- Les halles métalliques de type Baltard, construites entre 1908 et 1910, furent inaugurées le premier jour de 1911.
- L'orgue Aristide Cavaillé-Coll (1856)[79], dans l'église Notre-Dame-du-Lac, édifice reconstruit à la fin du XVIIe siècle par Augustin-Charles d'Aviler, dont seul le clocher récemment restauré, ancienne tour de guet au temps des Romains, est d'origine médiévale.
- L'église Notre-Dame-du-Lac, édifiée sur un lac souterrain est sur la place des Martyrs-de-la-Résistance qui abrite deux anciens hôtels de ville. Elle a été reconstruite au XVIIe siècle à la suite des graves dommages subis durant les guerres de religion ; sa façade est de style jésuite. Son clocher composé de cinq carillons, tour massive, conserve sa base médiévale. Cette église abrite un orgue Cavaille-Coll construit en 1856 classé au titre de monument historique.
- Temple de l'Église protestante unie de France de Lunel.
- La maison, dite hôtel de Philippe le Bel, des XIIIe et XIVe siècles, classée au titre de monument historique.
- L'actuel musée de France Médard présente le cabinet du bibliophile Louis Médard, protestant natif de Lunel où sa famille faisait le commerce du vin. Lui-même fut un négociant montpelliérain en tissus, celui en particulier des Indiennes.
- Le terme « caladons » désigne le passage voûté à l'arrière de ce bâtiment. Ces voûtes correspondent à l'ancienne commanderie de l'ordre du Temple démolie sur ordre de Guillaume de Nogaret quand Lunel passa à la Couronne de France, sous le règne de Philippe le Bel.
- Les anciennes casernes de la fin du XVIIe siècle, au début de la route de Nîmes, par Augustin-Charles d'Aviler.
- La statue du capitaine Charles Ménard au centre de la place Jean-Jaurès.
- La statue de « La liberté éclairant le monde » (sur le modèle réduit de la célèbre sculpture d'Auguste Bartholdi) au centre de la place de la République. Commandée en 1889 par les Lunellois pour la commémoration de la Révolution française, elle fut fondue pendant la Seconde Guerre mondiale. Une réplique a pu être érigée à nouveau à l'occasion des fêtes du Bicentenaire.
- Le château de la famille Gaucelm près de la Porte nord, dite Notre-Dame, une des entrées médiévales aux 4 points cardinaux de Lunel lorsque la cité était entourée de remparts.
- La chapelle des Pénitents, dont le clocher est une ancienne tour de guet à proximité de remparts encore visibles de nos jours, accueillait, à partir du XIIIe siècle, une communauté de Frères carmes chassés à la Révolution de 1789. Les Pénitents blancs de Lunel, communauté de laïcs dont l'existence remonterait, en France, au XIIe siècle, rachètent la chapelle dite, dès lors, des Pénitents, au début du XIXe siècle[32].
- Le mas de Fourques (château de Fourques). Propriété de la famille de Moynier de Fourques, qui use du titre de baron, il devient, par héritage, propriété des Ménard-Dorian, puis de la famille Hugo. Demeure du peintre Jean Hugo[80], arrière-petit-fils de Victor Hugo, la « lointaine maison de campagne du Tout-Paris »[81] a accueilli, dans l'entre-deux-guerres, Pablo Picasso, Erik Satie, Marcel Proust, Jean Cocteau, Salvador Dalí, Jacques Maritain, Léon Daudet, Marie-Laure de Noailles, Max Jacob[réf. nécessaire].
- Le groupe scolaire Sainte-Thérèse - qui comprend écoles maternelle et primaire et un collège - se trouve sur le site de l'hôtel particulier de Brignac des XVIIe et XVIIIe siècles de la famille de Saizieu qui, en l'absence d'héritiers (3 fils tués pendant la guerre de 1914-1918), en fit don aux Filles de la Charité. Ces sœurs de Saint Vincent de Paul se consacraient aux malades et à l'instruction des enfants.
- La gare SNCF, située sur la ligne de Tarascon à Sète-Ville est l'endroit le plus élevé de la commune, c'est pourquoi, on choisit d'y installer le premier télégraphe Chappe qui relayait celui de la tour de la Babotte à Montpellier, celui de la tour de Farges, et de la tour royale de Gallargues-le-Montueux.
- Le canal, au cœur des marais, bénéficiant d'une situation géographique privilégiée, Lunel devint un point stratégique dans les échanges commerciaux dès le Moyen Âge ; ainsi en 1298 Philippe le Bel accorda à la ville le monopole de la vente de sel. Aux alentours de 1300, commença la construction d'un canal depuis l'étang de l'Or qui atteindra la ville en 1718. Blés, fourrage, charbon, bois transitaient par le port. À la suite du déclin du commerce portuaire lunellois, le canal a été déclassé comme voie navigable en 1937. Le port a été comblé en 1942. Le canal longé actuellement est le témoignage de plusieurs siècles de prospérité.
- Le musée de la Tour des Prisons qui montre de nombreux graffitis tracés par les prisonniers[82].

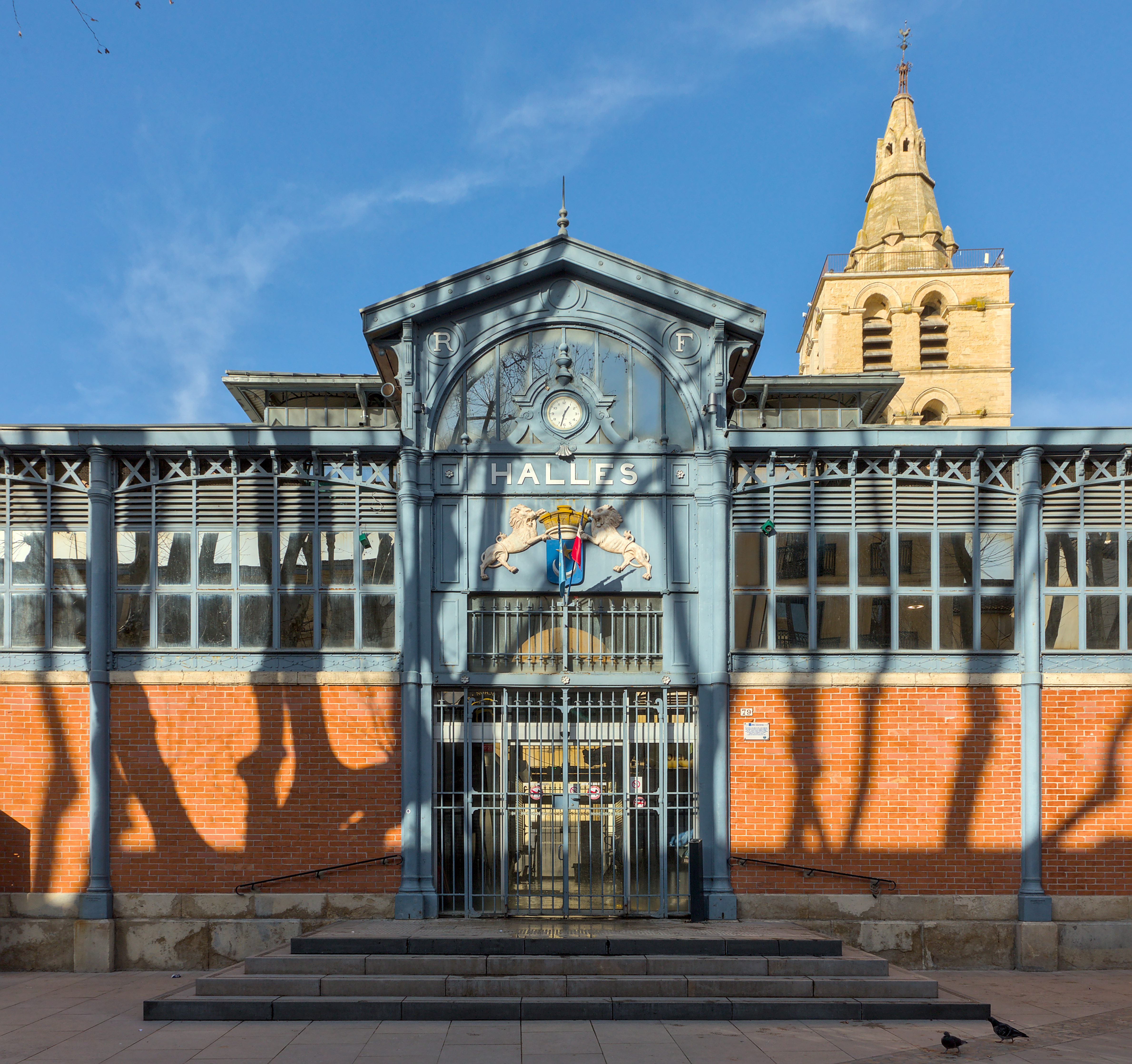
Les halles de Lunel, construites entre 1908 et 1910.
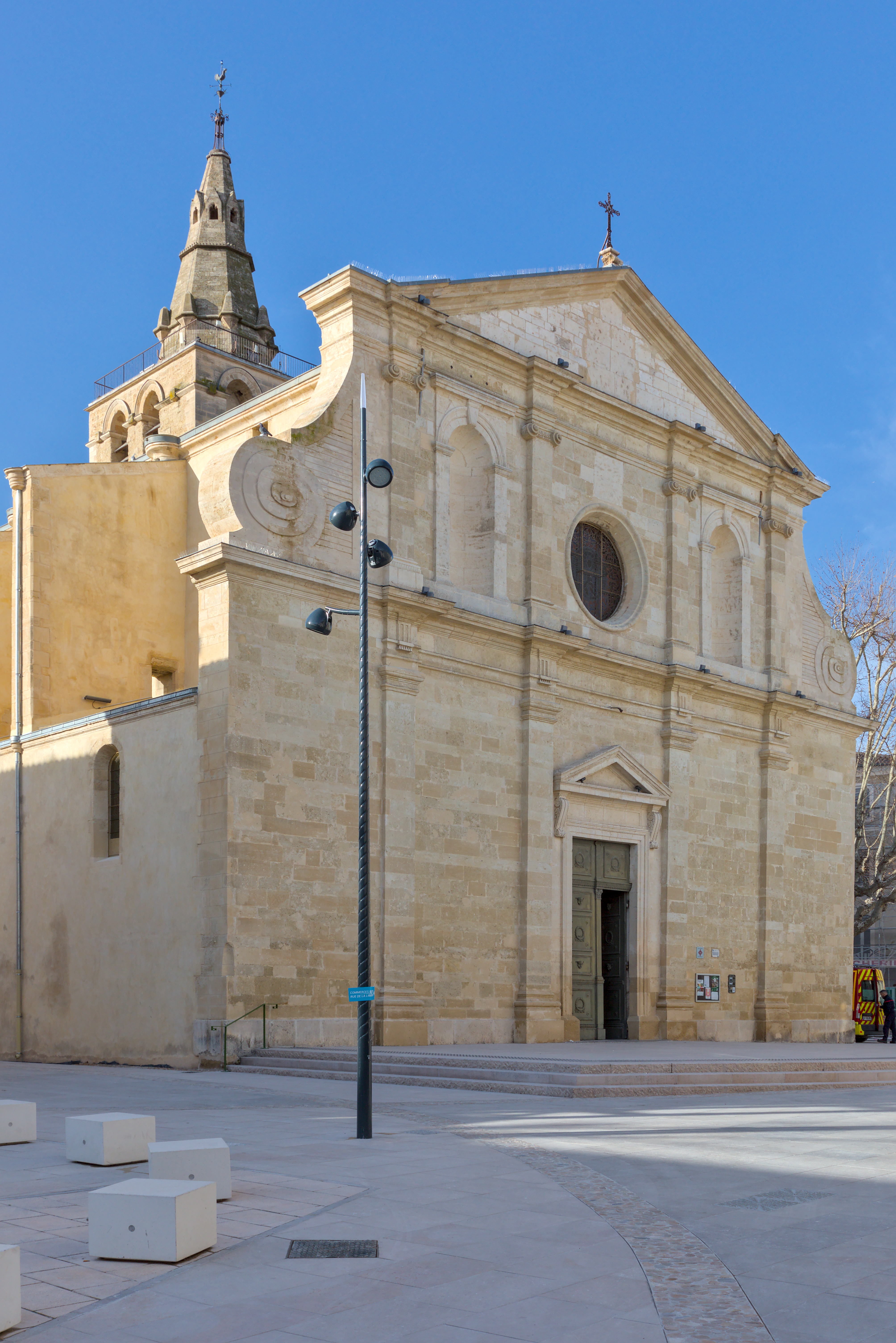
Église Notre-Dame-du-Lac.
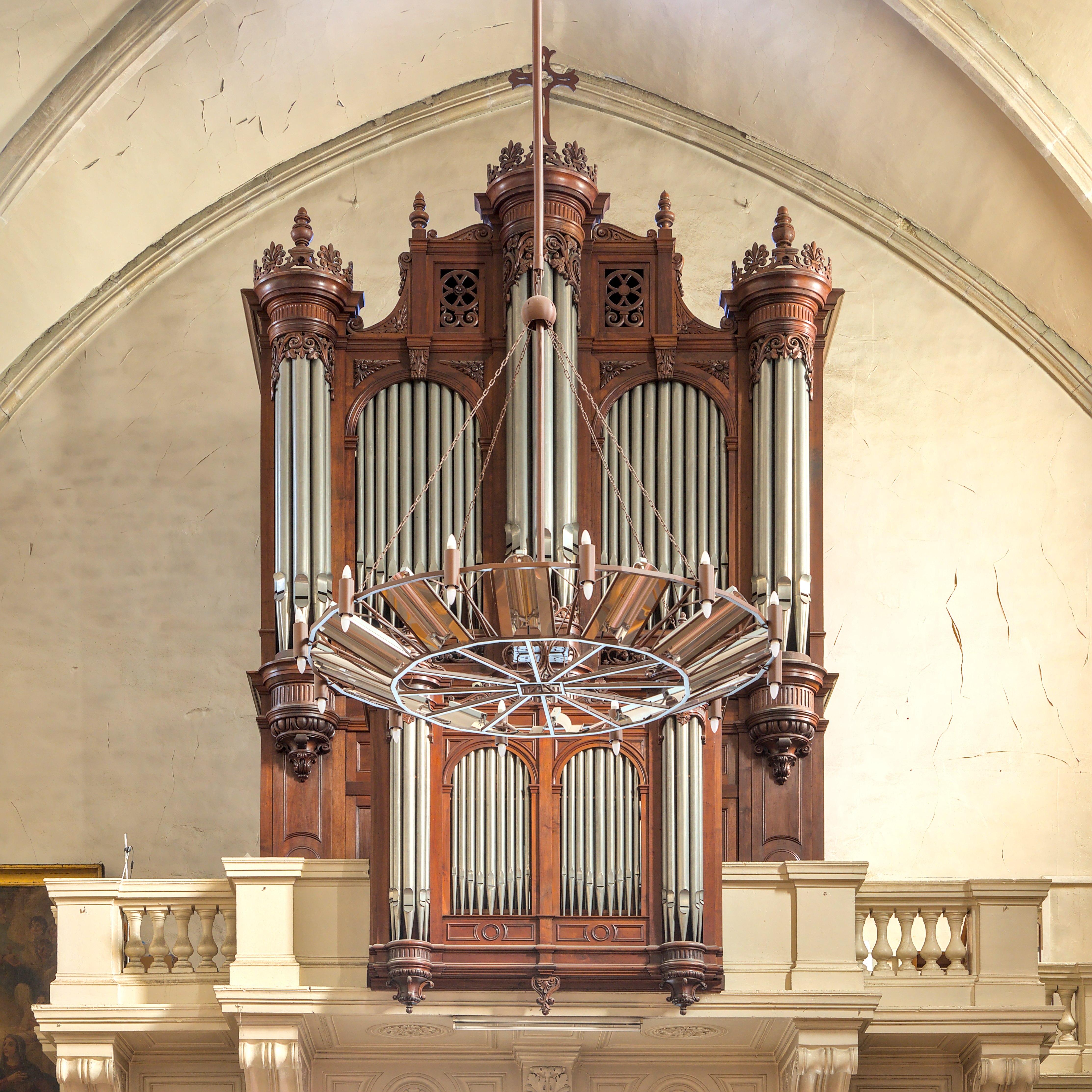
Orgue à Notre-Dame-du-Lac.
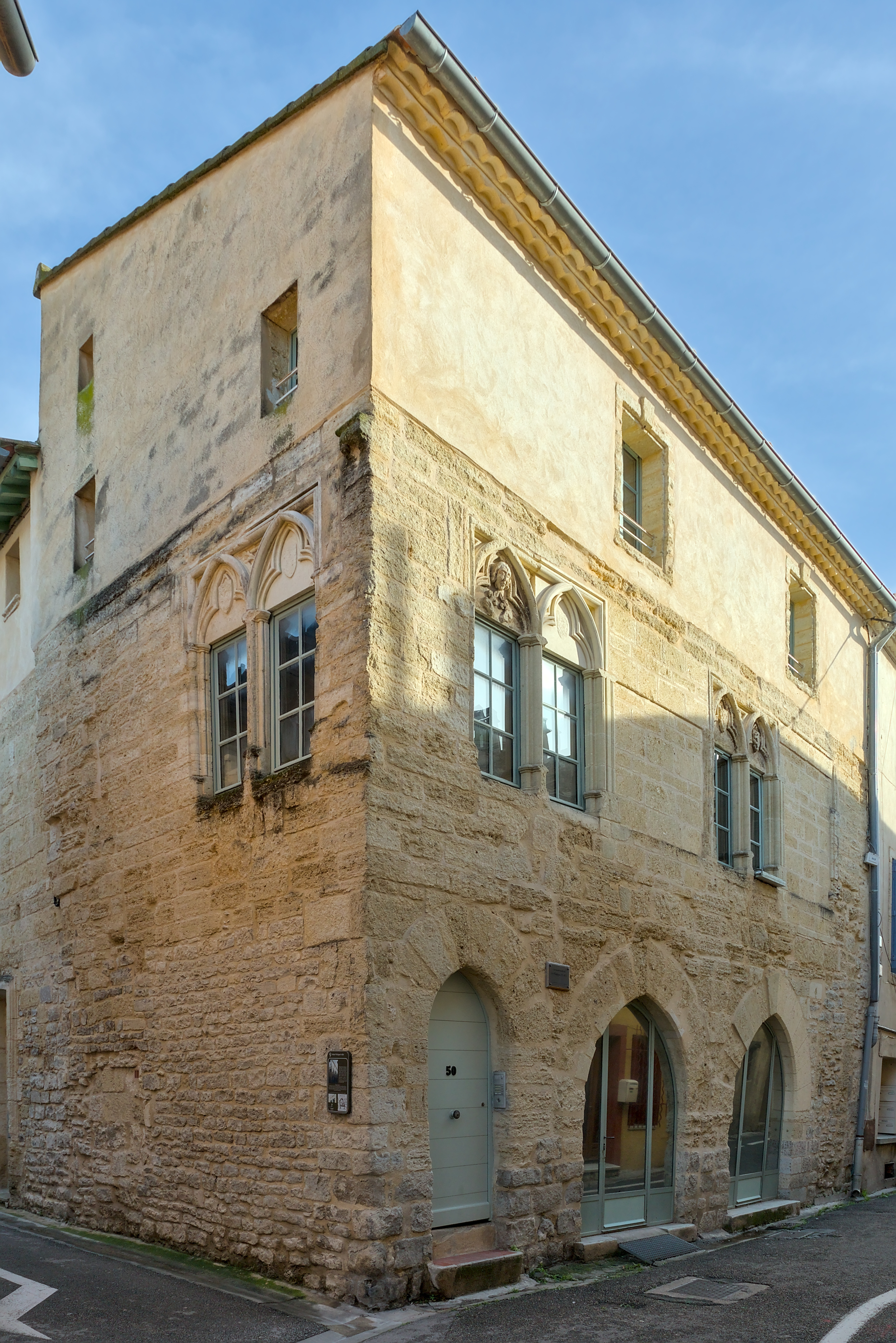
Maison de Philippe le Bel.
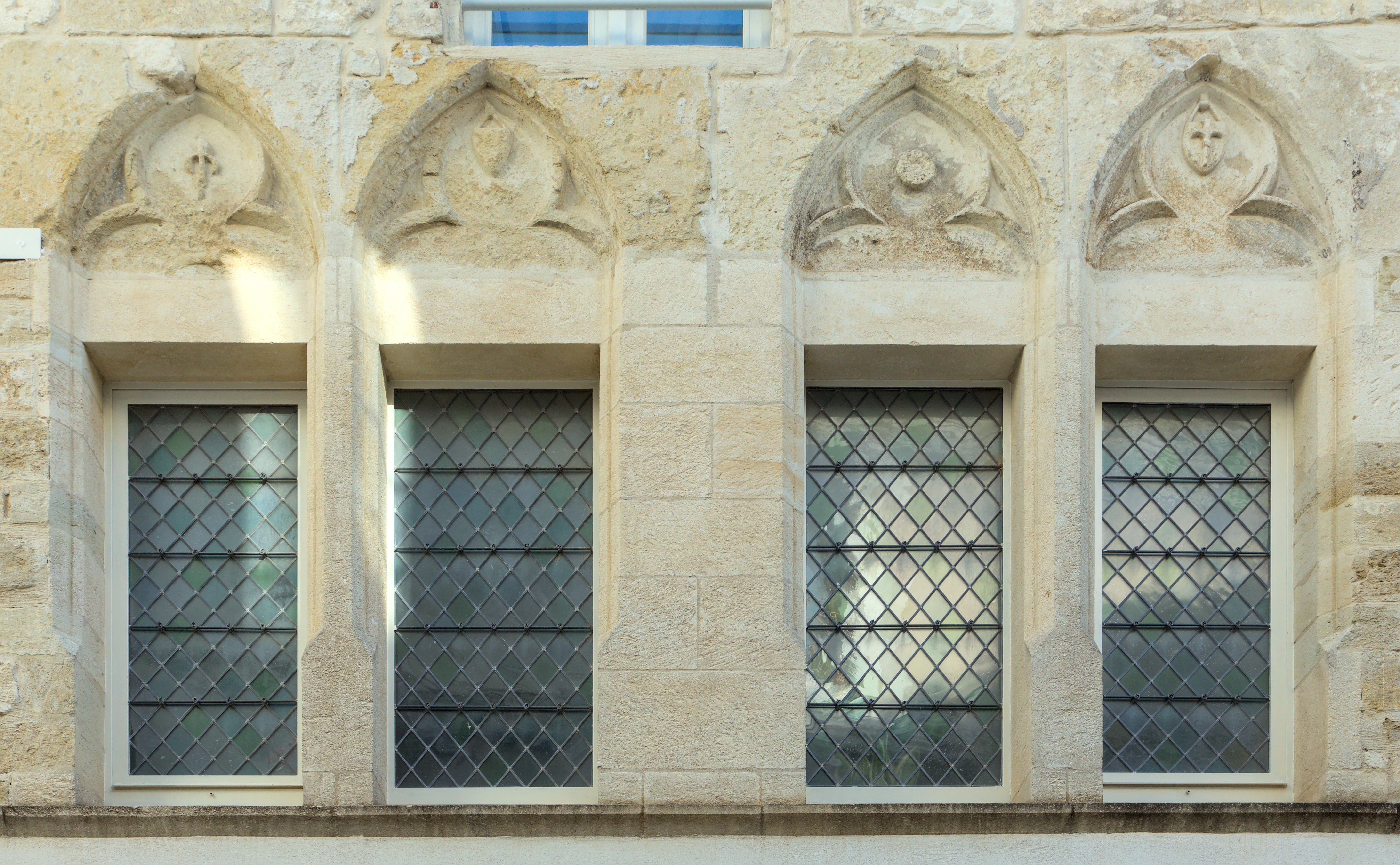
Fenêtres gothiques au premier étage du 145 rue de la Libération.
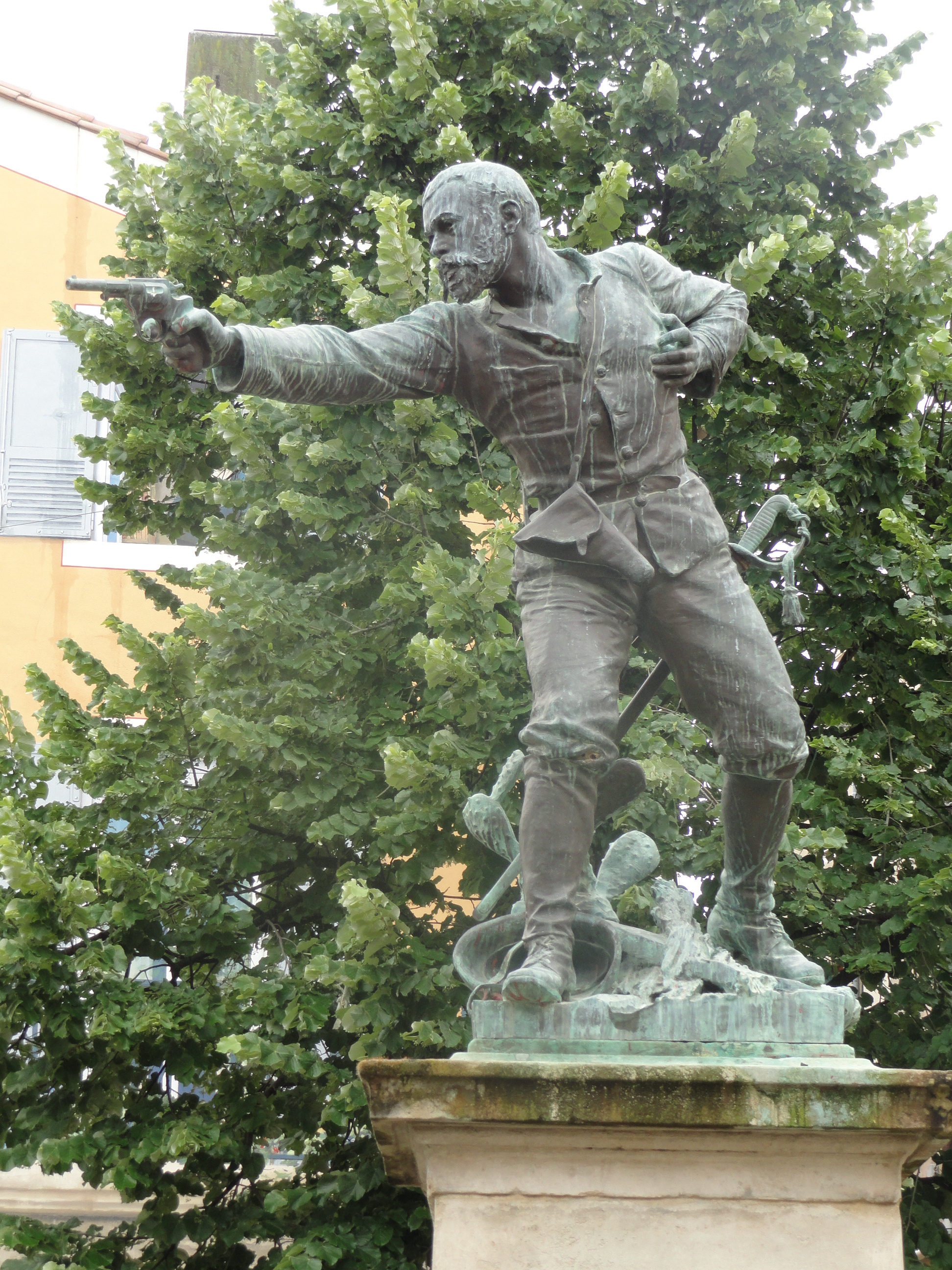
Statue du capitaine Charles Ménard.
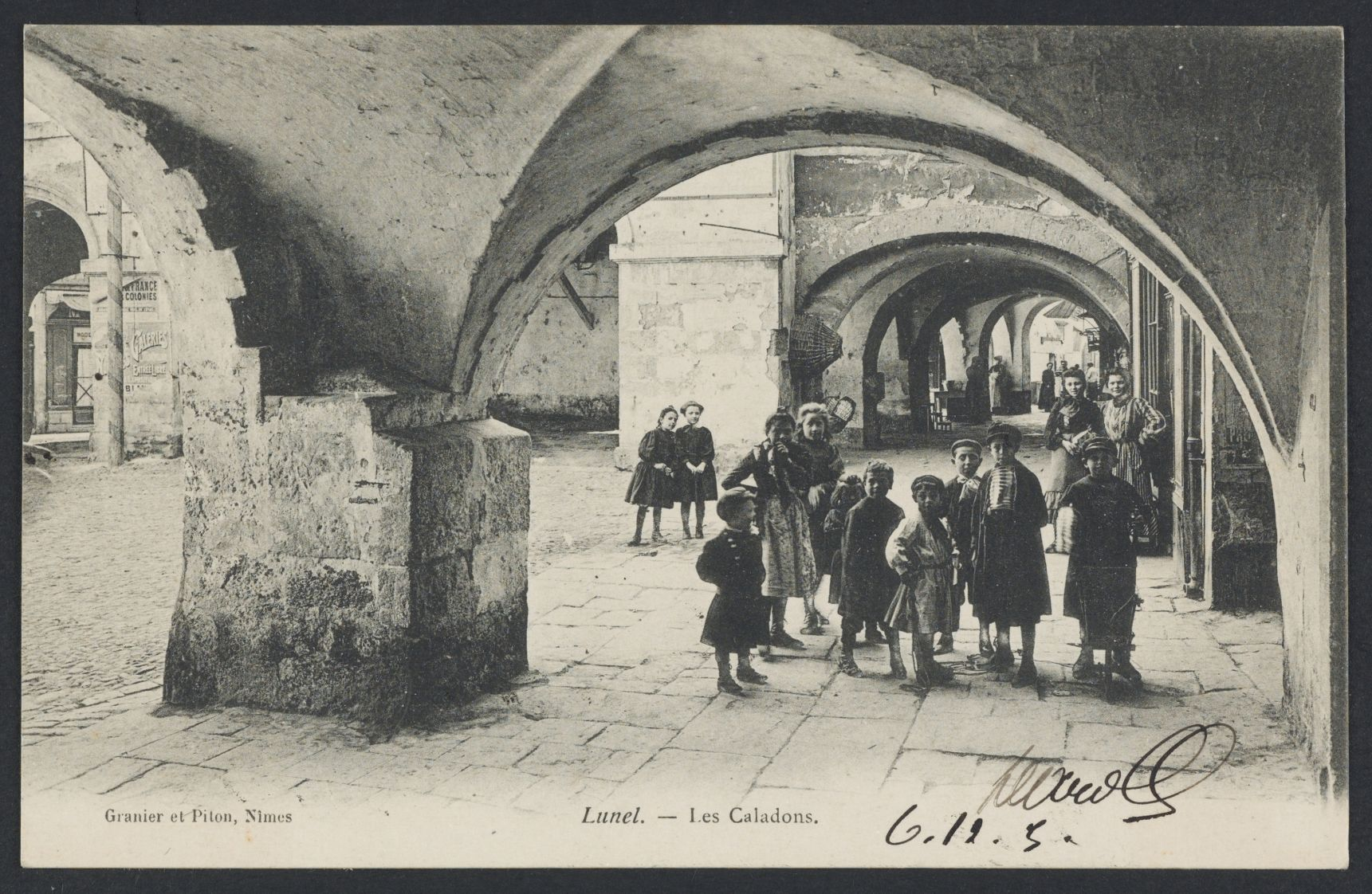
Carte postale des caladons (1905).

### Personnalités liées à la commune
- Folquet de Lunel, troubadour né vers 1244 à Lunel. Amoureux de Josserande qui vit au château des Gaucelm, les seigneurs de Lunel, il s'exile en Lombardie pour ne pas offenser ou compromettre sa muse[réf. nécessaire].
- Guillaume Veirieu (1757 à Lunel - 1798 à Carcassonne), homme politique.
- Jean Augustin Masson (1749-1808), général des armées de la République et de l'Empire, né le 13 mars 1749 à Lunel et mort à Morlaix.
- Charles Ménard, militaire tué dans l'ancien Soudan français, actuel Mali. Une statue représente le capitaine en plein combat, pistolet au poing, au centre de la place Jean Jaurès.
- Joseph Ménard, homme politique, frère du précédent.
- Paul-François Ménard, dit Ménard-Dorian, armateur, maître des forges, député. Père de Pauline Ménard-Dorian.
- Pauline Ménard-Dorian, femme de lettres, propriétaire du mas de Fourques.
- Pierre Ménard, médecin, inventeur.
- Le commerçant et bibliophile Jean-Louis Médard né en 1768 à Lunel et qui légua, en 1841, une collection de 5 000 livres rares à sa ville natale. Le fonds Médard a été installé en 1858. Il est conservé dans l'hôtel particulier du XVIIIe siècle des Paulet devenu musée de France situé dans les locaux de ce qui fut la bibliothèque municipale (ancienne mairie).
- Guillaume Marc Antoine Marguerite Baumes (1786-1871), homme politique, préfet du Lot, de Lot-et-Garonne, député de l'Yonne de 1837 à 1846.
- Charles de Tourtoulon, historien et homme politique, membre des fondateurs du Mouvement occitan.
- Jean-Pierre Marcou (1858-1939), évêque au Tonkin en Indochine, y est né.
- Le metteur en scène Jacques Rouche, y est né le 16 novembre 1862. Auteur de L'Art théâtral moderne, il a été directeur de l'Opéra de Paris en 1914.
- Louis Feuillade, cinéaste, est né à Lunel le 19 février 1873 et repose au cimetière Saint Gérard. On lui doit par exemple les Fantômas, ou encore Les Vampires. Il a donné son nom à un des lycées de la ville.
- Louis Abric, écrivain cévenol, installé à Lunel comme boulanger au début du XXe siècle. Il appartient au mouvement du Félibrige, qui regroupe autour de la chanson de « la Coupo santo », les auteurs provençaux, languedociens et catalans dans la mouvance d'Alphonse Daudet et de Frédéric Mistral. Entre deux fournées, Louis Abric s'adonne à l'écriture en provençal, alternant poésies et comédies de mœurs. Une salle lui est dédiée à l'espace Feuillade.
- Emmanuelle Seyboldt, née en 1970 à Lunel, présidente du conseil national de l'Église protestante unie de France.
- Julien Doré, chanteur, gagnant de la nouvelle star 2007, fit ses études au lycée Louis-Feuillade, où il passa son bac littéraire option Arts plastiques.
- Jean Hugo, peintre et mémorialiste, mort le 21 juin 1984 au mas de Fourques, son bien matrilinéaire près de Lunel. Il est enterré au cimetière Saint-Gérard. Le parc municipal de Lunel est nommé « parc Jean-Hugo ». Il est le père d'Adèle et de Marie Hugo également peintres.
- Henri de Bornier, auteur dramatique, poète et romancier, né à Lunel le 25 décembre 1825 ; il fut membre de l'Académie française. Un buste commémoratif se trouve à une des entrées principales du Parc Jean Hugo.
- Frédéric Lopez, animateur de télévision français, fit ses études au lycée Louis-Feuillade, où il passa son bac ES.
- Patrick Castro, raseteur et footballeur, repose à Lunel où il a vécu.
- Claude Pelet, dessinateur, illustrateur et peintre. Sa ville natale lui consacre, en 2016, une rétrospective à l'espace Louis-Feuillade de Lunel.
- Jean-Pierre Védrines, poète[83] et romancier contemporain né à Lunel, auteur de contes et de nombreux ouvrages inspirés par l'histoire régionale du XXe siècle. Ancien président des Écrivains Méditerranéens, il anima la revue de poésie Souffles avant de fonder La Main millénaire, à Lunel.
- Fernand Brunel (1907-1927), international français de football.
- Pierre Ramadier (1902-1983), perchiste français, champion de France à 11 reprises.
- Ellyes Skhiri, né en 1995 à Lunel, footballeur franco-tunisien du 1. FC Cologne.
- Henri Naundorff (1899-1960), prétendant au trône de France sous le nom de Henri V, est né à Lunel.
- David Maillard (1970 -), né à Paris, ancien escrimeur vit à Lunel depuis 2008. Il a créé le club d'escrime du Pays de Lunel dont il est le président d'honneur.
- Alfred Frank de Prades, né Anacharsis François Prestreau (1825-1885), peintre et  graveur français, actif en Grande-Bretagne, y est né.
- Siméon Vailhé, religieux, y est né.

### Héraldique
|  | Les armoiries de Lunel se blasonnent ainsi : d'azur au croissant d'argent surmonté d'une étoile d'or. |